# Receptor adrenérgico alfa 1A
O receptor adrenérgico alfa 1A (adrenorreceptor α1A). também conhecido como ADRA1A, é um receptor adrenérgico alfa 1 e também denota o gene humano que o codifica. É encontrado no trato urinário e na próstata.
A tansulosina é um fármaco antagonista seletivo desse receptor, sendo utilizado para o tratamento de hiperplasia benigna de próstata. Diminui a obstrução do fluxo urinário (melhorando os sintomas obstrutivos) através do relaxamento da musculatura lisa na próstata e na uretra.

## Leitura de apoio
- Mátyus P, Horváth K (1998). «Alpha-adrenergic approach in the medical management of benign prostatic hyperplasia.». Med Res Rev. 17 (6): 523–35. PMID 9359081. doi:10.1002/(SICI)1098-1128(199711)17:6<523::AID-MED2>3.0.CO;2-3
- Hoehe MR, Berrettini WH, Schwinn DA, Hsieh WT (1993). «A two-allele PstI RFLP for the alpha-1C adrenergic receptor gene (ADRA1C).». Hum. Mol. Genet. 1 (5): 349. PMID 1363873. doi:10.1093/hmg/1.5.349-a
- Schwinn DA, Lomasney JW, Lorenz W;  et al. (1990). «Molecular cloning and expression of the cDNA for a novel alpha 1-adrenergic receptor subtype.». J. Biol. Chem. 265 (14): 8183–9. PMID 1970822
- Hirasawa A, Shibata K, Horie K;  et al. (1995). «Cloning, functional expression and tissue distribution of human alpha 1c-adrenoceptor splice variants.». FEBS Lett. 363 (3): 256–60. PMID 7737411. doi:10.1016/0014-5793(95)00330-C
- Diehl NL, Shreeve SM (1995). «Identification of the alpha 1c-adrenoceptor in rabbit arteries and the human saphenous vein using the polymerase chain reaction.». Eur. J. Pharmacol. 268 (3): 393–8. PMID 7805763
- Schwinn DA, Johnston GI, Page SO;  et al. (1995). «Cloning and pharmacological characterization of human alpha-1 adrenergic receptors: sequence corrections and direct comparison with other species homologues.». J. Pharmacol. Exp. Ther. 272 (1): 134–42. PMID 7815325
- Weinberg DH, Trivedi P, Tan CP;  et al. (1994). «Cloning, expression and characterization of human alpha adrenergic receptors alpha 1a, alpha 1b and alpha 1c.». Biochem. Biophys. Res. Commun. 201 (3): 1296–304. PMID 8024574. doi:10.1006/bbrc.1994.1845
- Forray C, Bard JA, Wetzel JM;  et al. (1994). «The alpha 1-adrenergic receptor that mediates smooth muscle contraction in human prostate has the pharmacological properties of the cloned human alpha 1c subtype.». Mol. Pharmacol. 45 (4): 703–8. PMID 8183249
- Hirasawa A, Horie K, Tanaka T;  et al. (1993). «Cloning, functional expression and tissue distribution of human cDNA for the alpha 1C-adrenergic receptor.». Biochem. Biophys. Res. Commun. 195 (2): 902–9. PMID 8396931. doi:10.1006/bbrc.1993.2130
- Tseng-Crank J, Kost T, Goetz A;  et al. (1996). «The alpha 1C-adrenoceptor in human prostate: cloning, functional expression, and localization to specific prostatic cell types.». Br. J. Pharmacol. 115 (8): 1475–85. PMID 8564208
- Shibata K, Hirasawa A, Moriyama N;  et al. (1997). «Alpha 1a-adrenoceptor polymorphism: pharmacological characterization and association with benign prostatic hypertrophy.». Br. J. Pharmacol. 118 (6): 1403–8. PMID 8832064
- Chang DJ, Chang TK, Yamanishi SS;  et al. (1998). «Molecular cloning, genomic characterization and expression of novel human alpha1A-adrenoceptor isoforms.». FEBS Lett. 422 (2): 279–83. PMID 9490024. doi:10.1016/S0014-5793(98)00024-6
- Daniels DV, Gever JR, Jasper JR;  et al. (1999). «Human cloned alpha1A-adrenoceptor isoforms display alpha1L-adrenoceptor pharmacology in functional studies.». Eur. J. Pharmacol. 370 (3): 337–43. PMID 10334511. doi:10.1016/S0014-2999(99)00154-5
- Cogé F, Guenin SP, Renouard-Try A;  et al. (1999). «Truncated isoforms inhibit [3H]prazosin binding and cellular trafficking of native human alpha1A-adrenoceptors.». Biochem. J. 343 Pt 1: 231–9. PMID 10493934. doi:10.1042/0264-6021:3430231
- Rudner XL, Berkowitz DE, Booth JV;  et al. (1999). «Subtype specific regulation of human vascular alpha(1)-adrenergic receptors by vessel bed and age.». Circulation. 100 (23): 2336–43. PMID 10587338
- Ballou LM, Cross ME, Huang S;  et al. (2000). «Differential regulation of the phosphatidylinositol 3-kinase/Akt and p70 S6 kinase pathways by the alpha(1A)-adrenergic receptor in rat-1 fibroblasts.». J. Biol. Chem. 275 (7): 4803–9. PMID 10671514. doi:10.1074/jbc.275.7.4803
- Keffel S, Alexandrov A, Goepel M, Michel MC (2000). «alpha(1)-adrenoceptor subtypes differentially couple to growth promotion and inhibition in Chinese hamster ovary cells.». Biochem. Biophys. Res. Commun. 272 (3): 906–11. PMID 10860850. doi:10.1006/bbrc.2000.2850
- Richman JG, Brady AE, Wang Q;  et al. (2001). «Agonist-regulated Interaction between alpha2-adrenergic receptors and spinophilin.». J. Biol. Chem. 276 (18): 15003–8. PMID 11154706. doi:10.1074/jbc.M011679200
- Shibata K, Katsuma S, Koshimizu T;  et al. (2003). «alpha 1-Adrenergic receptor subtypes differentially control the cell cycle of transfected CHO cells through a cAMP-dependent mechanism involving p27Kip1.». J. Biol. Chem. 278 (1): 672–8. PMID 12409310. doi:10.1074/jbc.M201375200